# Hedwig Harmsen
Hedwig Harmsen is een personage uit Goede tijden, slechte tijden. De rol werd van september 1997 tot mei 2000 gespeeld door Georgina Verbaan. In de week van 12 december 2000 keerde Verbaan nog eenmalig terug als Hedwig, nadat Hedwigs oom met zware verwondingen in het ziekenhuis lag.

## Biografie
Hedwig komt net als haar zusje bij haar oom Govert wonen. Hedwig heeft een moeilijke band met haar ouderwetse ouders. Govert Harmsen weet in eerste instantie niet zo goed wat hij met zijn nichtje aan moet. Hedwig vindt school vreselijk en werken wil ze ook niet. Door Hedwigs wat extravagante uitstraling wordt ze gepest, dat is dan ook de reden dat ze school vreselijk vindt. Uiteindelijk komt Hedwig bij Kim Verduyn in de klas en de twee worden dikke vriendinnen. De twee staan dan ook bekend om hun naïeve acties en praktijken. Zo willen ze Govert Harmsen koppelen aan Wil de Smet, maar dit loopt uiteindelijk op niets uit. Maar het zorgde wel van een hoop hilariteit tussen Kim en Hedwig.
Hoewel Hedwig vaak grapjes en leuke acties uithaalde kent het leven van Hedwig niet alleen leuke feiten. Hedwig krijgt een relatie met de inmiddels gehandicapte Stef. Stef heeft tijdens een bokswedstrijd met Rik een dwarslaesie opgelopen. Echter kunnen de twee niet lang van hun leven als koppel genieten, want Stef gaat snel achteruit. Als hij vervolgens te horen krijgt niet langer meer te leven dan een jaar, besluit Stef zijn eigen dood te orkestreren. Stef krijgt hulp van Hedwig en Rik. Als Stef overlijdt reageert Hedwig hier erg koel onder, maar dit blijkt gewoon een vermomming te zijn. Diep in haar hart is haar hart gebroken, maar onderdrukt dit door een relatie te ondergaan met William Smit. Uiteindelijk loopt dit op niets uit, want Hedwig blijft met haar hart bij Stef.
Inmiddels is Kim naar het buitenland vertrokken en is Hedwig vriendinnen geworden met Charlie Fischer. Charlie heeft echter een oogje op Rik, waarbij de twee vriendinnen een weddenschapje aangaan. Hedwig en Charlie willen kijken hoe Rik reageert wanneer zij hem beginnen te zoenen. Als Charlie besluit als eerst te gaan, zijn beiden verbaasd dat Rik Charlie hartstochtelijk terug zoent. Naderhand blijkt dat Rik en Hedwig op deze manier een grap uit wilde halen met Charlie, maar Charlie is hier niet blij mee en voelt zich gekwetst. 
Rik heeft namelijk een relatie met Hedwig.
Als het geluk Hedwig dan weer toe lacht beginnen er weer problemen op school. Hedwig blijkt concentratieproblemen te hebben en haalt hierdoor onvoldoende na onvoldoende. Hedwig krijgt uiteindelijk zelfs bijles, maar haar docent wil er iets voor terug. Hedwig moet met haar docent naar bed, als ze goede cijfers wil. Hedwig gaat hier echter niet op in en biecht alles op aan Rik. Rik is op zijn beurt furieus en maakt een einde aan deze toestand. De docent lijkt op zijn beurt niet bang te zijn voor Rik en geeft Hedwig weer enkele onvoldoendes, terwijl ze dan zeker weet dat ze een voldoende moet hebben gekregen. Hedwig besluit dan toch met haar docent naar bed te gaan en wanneer ze dit vertelt aan Rik is hij teleurgesteld. Maar Rik laat het hier niet bij zitten en zorgt ervoor dat Hedwigs docent wordt ontslagen.
Als Hedwig dan niet veel later de loterij wint lijkt de relatie tussen Rik en Hedwig weer een dieptepunt te kennen. Hedwig koopt verschillende "belachelijke" dingen. Zo koopt ze onder andere een beer voor Rik. Uiteindelijk weet het geld tussen Rik en Hedwig te komen staan en Hedwig probeert haar relatie te redden door het geld te doneren aan een goed doel. Maar Hedwigs relatie lijkt een verloren zaak en wanneer het goede doel, waar Hedwig al haar geld aan heeft gedoneerd, Hedwig aanbiedt om voor hen te komen werken besluit Hedwig hierop in te gaan. Hedwig verbreekt haar relatie met Rik en vertrekt uit Meerdijk.
Enkele maanden later keert Hedwig terug naar Meerdijk. Oom Govert blijkt zwaar te zijn mishandeld en ligt in kritieke toestand in het ziekenhuis. Wanneer oom Govert weer wat sterker is vertrekt Hedwig voorgoed naar Afrika.